# Seconda battaglia di Taraori
La seconda battaglia di Taraori venne combattuta nel 1192 dai Ghuridi contro i Chahamana (Rajput) e i loro alleati, vicino a Taraori, in India. Il sultano Muʿizz al-Dīn Muḥammad Ghūrī sconfisse il re Chahamana Prithiviraj Chauhan vendicando così la sua precedente sconfitta nella prima battaglia di Taraori.
La battaglia riveste una particolare importanza poiché anche se l'Islam era stato introdotto in India già da diversi secoli, dopo questo scontro il subcontinente centro-settentrionale venne governato in gran parte dai mussulmani fino alla caduta della dinastia Moghul nel 1857.

## Contesto storico

### Il primo contatto con l'Islam
L'India conobbe l'Islam già dai suoi albori, quando i primi commercianti mussulmani vi mettevano piede per accedere ai ricchi mercati di spezie. A partire dal 637, durante il califfato di ʿOmar I, vennero organizzate le prime spedizioni, di cui i fini erano perlopiù di razzia.

### Le prime conquiste
La prima vera e propria conquista islamica avvenne nel 712, ad opera di un esercito che, per ordine del governatore al-Ḥajjāj e sotto la guida del suo cugino diciassettenne Muhammad ibn Qasim, conquistò la regione del Sind, sottomettendola. La colonia però, poco produttiva, venne presto dimenticata dai mussulmani, e restò isolata dal governo centrale. Riscoperta alcuni secoli dopo, risultava ancora governata dalle gerarchie islamiche, che però si erano completamente indianizzate, senza aver intrapreso alcun processo di conversione nel paese.
Fu solo nel 1000 che nel subcontinente venne per la prima volta affermato un vero e proprio potere islamico, grazie all'opera del turco Maḥmūd di Ghazni detto lo "Sterminatore di idoli", per l'estrema crudeltà con cui distrusse ogni tempio indiano presentatosi sul suo cammino. Questi, lanciò sedici invasioni, che nel corso di 26 anni lo portarono alla conquista di buona parte del nord-ovest dell'India. Le cronache di lui riferiscono:
(Stanley Lane-Poole, in "Medieval India under Mohammedan Rule")
I discendenti del grande conquistatore Maḥmūd di Ghazni spesero buona parte delle sue ricchezze in studi, cultura ed agiatezza, trascurando la preparazione militare. Nel 1174, la fortezza di Ghūr prese ad essere governata da due fratelli, Ghiyāth al-Dīn e Muʿizz al-Dīn. Quest'ultimo, nello stesso anno, conquistò anche la capitale di Maḥmūd, Ghazni, che all'epoca era una delle città più ricche della Terra, e prese ad essere chiamato Muḥammad di Ghūr.
Muḥammad di Ghūr si distinse da subito per i suoi successi militari. Nel 1182, riconquistò la regione di Sind, mentre nel 1185 catturò l'ultimo discendente di Maḥmūd, affidandogli il governo del Punjab.

## Antefatti

### Prima battaglia di Taraori
Nell'inverno del 1190-1191 Muḥammad di Ghūr scese in India con l'intenzione di conquistare il maggior territorio possibile, iniziando dalla cittadella di Bhatinda, che capitolò lo stesso anno. Muḥammad vi stanziò come guarnigione 1200 cavalieri agli ordini di uno dei suoi migliori generali, Qāḍī Ẓiyā al-Dīn.
Bhatinda era però entro i confini del Rajputana, cosa che indusse il suo re, Prithvaraja, a reagire immediatamente. Nei pressi di Panipat, luogo che già vide molte importanti battaglie indiane, i due eserciti si scontrarono per la prima volta. Non si conoscono gli effettivi di entrambi gli eserciti, ma si presuppone che i Ghuridi avessero meno truppe, forse peccando di presunzione. Infatti, l'esercito dei Rajput si dimostrò estremamente preparato, molto più di ogni nemico prima affrontato da Muḥammad. La battaglia si risolse in una disfatta, il fratello del re Prithvaraja, Govind Rai, colpito a morte, riuscì comunque a ferire gravemente Muḥammad, causando la ritirata del suo esercito, che già aveva incominciato a sfaldarsi grazie alla tecnica d'accerchiamento messa a punto dagli indiani, che mise a dura prova gli arcieri a cavallo, grossa parte dell'esercito ghuride. Gli indiani procedettero poi a riconquistare la cittadella di Bhatinda, che cadde dopo 13 mesi d'assedio.

## Forze in campo

### Ghuridi
Mentre i discendenti di Maḥmūd per i loro eserciti fecero per lo più affidamento ai locali indù, Muḥammad decise di affidarsi unicamente a truppe afghane e turche, per via del loro fervore religioso, necessario per combattere il Jihad. Secondo alcune fonti, queste erano circa 12 000, ma ben più realisticamente si trattò di almeno 120 000 uomini.

### Rajput
I Rajput avevano sviluppato un sistema feudale simile a quello dell'Europa occidentale, che gli permise di organizzare eserciti formati da servi della terra e nobili ben armati, combattenti leali e ben disciplinati. Il re Prithvaraja era inoltre un abile comandante. Non si conoscono gli effettivi presenti allo scontro, ma le fonti sono concordi nello stabilire che si trovassero in inferiorità numerica.

## Battaglia
Lo scontro avvenne un anno dopo, nel 1192, nello stesso luogo che vide la prima battaglia di Panipat. Muḥammad fu attento a non permettere alle sue truppe di entrare in contatto con i Rajput, distribuendo le sue forze in cinque divisioni, di cui quattro attaccarono i fianchi del nemico e la sua retroguardia. Gli venne inoltre ordinato che, in caso di contrattacco indiano, dovessero fingersi spaventati e battere in ritirata, in modo tale da incalzarli a lasciare le proprie posizioni. Buona parte del giorno passò tuttavia senza che i Ghuridi fossero riusciti a rompere i ranghi Rajput. Fu solo in serata che quest'ultimi caddero nella trappola di Muḥammad, che, visto lo sfaldamento delle posizioni di Prithvaraja, diede l'ordine alla quinta divisione, composta da 12 000 arcieri a cavallo, che non aveva ancora partecipato allo scontro, di travolgere il nemico. L'esercito indiano, colto di sorpresa, si sfaldò completamente. Il re Prithvaraja abbandonò il suo elefante da guerra e scappò a cavallo, ma venne catturato a qualche chilometro dal luogo dello scontro, dove fu messo a morte. Buona parte della classe dominante venne anch'essa trucidata nella battaglia, o subito dopo.

## Conseguenze
(Stanley Lane-Poole, in "Medieval India under Mohammedan Rule")
Gli effetti a lungo termine della battaglia sono visibili ancora oggi. Negli anni successivi, gli eserciti di Muḥammad di Ghūr continuarono la conquista verso Oriente, dove si distinse l'ex-schiavo e generale Quṭb al-Dīn di Delhi, che più tardi divenne il principale responsabile dell'espansione musulmana in India, essendo nominato da Muḥammad sultano di Delhi. Fu però un altro generale, Mohammad Bakhtiyar, ad espandere i confini del sultanato fino al Bengala (nel 1202) completando la conquista dell'Indostan. Nel 1193 i suoi eserciti occuparono il Bihar, centro del buddhismo in India, causando l'esodo dei buddhisti in Tibet e Nepal, da dove poi la religione si espanse in Asia centrale, Cina e Giappone.
Dopo questa sconfitta in tutto il subcontinente indiano non ci furono più eserciti in grado di opporsi alle conquiste islamiche, i Rajput caddero nominalmente sotto il controllo islamico, anche se non si convertiranno mai all'Islam, costituendo sempre una spina nel fianco alla nuova classe dominante.
Muḥammad di Ghūr non si accontentò delle conquiste conseguite, e, direttosi in Persia, tentò di sottometterla, risultando però sconfitto nel 1203, durante l'invasione del Khwārezm (l'attuale Khiva). Ciò mise fine al potere della sua famiglia in Afghanistan, lasciando mano libera al sultano di Delhi Quṭb al-Dīn, che, nel 1206, proclamò la nascita della Mamelucchi di Delhi, che governò fino al 1290, anno in cui le orde mongole si sostituirono al potere, dando vita alla dinastia Moghul, che governò fino al 1857, quando venne destituita dagli inglesi.
Il lungo governo musulmano, inaugurato con questa battaglia, e durato ben otto secoli, ha lasciato il paese diviso sotto il punto di vista religioso, trovatosi sotto un governo musulmano, ma con buona parte dei burocrati e dei proprietari terrieri di fede induista. Con l'indipendenza indiana del 1948, l'antica ostilità costrinse la creazione di due entità indiane separate, India e Pakistan.

## Analisi
Dei due invasori dell'India, Maḥmūd di Ghazni rimase il più famoso, data la creazione di una capitale tanto grandiosa, grazie al frutto delle numerose razzie, e insieme ai suoi eredi, divenne un grande protettore delle arti. Fu tuttavia Muḥammad di Ghūr che pose delle reali basi per la conquista islamica dell'India, difatti, dopo il suo intervento, nessuno fu più in grado di opporsi alle conquiste delle armate islamiche.